# Le Gangster espion
Pour plus de détails, voir Fiche technique et Distribution.
Le Gangster espion (Television Spy) est un film d'espionnage américain  en noir et blanc réalisé par Edward Dmytryk, sorti en 1939.

## Synopsis
Aux États-Unis en 1939, le scientifique Douglas Cameron invente un appareil capable de diffuser la télévision dans tout le pays. Des espions étrangers parviennent à voler les plans de son invention. Cameron essaye de récupérer les plans volés. Chemin faisant, il tombe amoureux de Gwen Lawson, la fille de son rival et ancien partenaire, Burton Lawson.

## Fiche technique
- Titre original : Television Spy
- Titre français : Le Gangster espion
- Réalisation : Edward Dmytryk
- Scénario : Endre Bohem, Lillie Hayward, William R. Lipman et Horace McCoy
- Direction artistique : Franz Bachelin et Hans Dreier
- Photographie : Harry Fischbeck
- Montage : Anne Bauchens
- Société de production : Paramount Pictures
- Pays d'origine : États-Unis
- Format : Noir et blanc - 1,37:1 - Mono
- Genre : drame et espionnage
- Durée : 58 min
- Dates de sortie :  
  - États-Unis : 20 octobre 1939
  - France : 30 mai 1941

## Distribution
- William Henry : Douglas Cameron
- Judith Barrett : Gwen Lawson
- William Collier Sr. : James Llewellyn
- Richard Denning : Dick Randolph
- John Eldredge : Boris
- Dorothy Tree : Reni Vonich
- Anthony Quinn : Forbes
- Minor Watson : Burton Lawson
- Byron Foulger : William Sheldon
- Olaf Hytten : Wagner
- Wade Boteler : Sergent de police
- Charles Lane : M. Adler
- Wolfgang Zilzer : Frome
- Morgan Conway : Carl Venner

## Source
- Le Gangster espion sur EncycloCiné